# Trematodon latinervis
Trematodon latinervis är en bladmossart som beskrevs av C. Müller 1896. Trematodon latinervis ingår i släktet tranmossor, och familjen Bruchiaceae. Inga underarter finns listade i Catalogue of Life.